# Alan i Naomi
Alan i Naomi (ang. Alan & Naomi) – amerykański film telewizyjny z 1992 roku w reżyserii Sterlinga Van Wagenena, ekranizacja powieści Myrona Levoya.

## Obsada
- Lukas Haas - Alan Silverman
- Vanessa Zaoui	- Naomi Kirschenbaum
- Michael Gross	- Sol Silverman
- Amy Aquino - Ruth Silverman
- Kevin Connolly - Shaun Kelly
- Zohra Lampert	- Pani Liebman
- Victoria Christian - Pani Kirschenbaum
- Charlie Dow - Joe Condello
- Randy Williams - Ken Newman
- Mary McMillan	- Pani Landley
- Richard K. Olsen - Finch
- Stacey Moseley - Gloria
- Mark Fincannon - Pan Kirschenbaum
- Becky Wyatt - Norma
- Derek Knott - Larry Dennison
- D. Anthony Pender - Usher
- Blake A. Edwards (wymieniony w czołówce jako Blake Edwards) - Tommy Frankel
- Shawn Ryan - Tony Ferrara
- Brian Button - Chłopiec #1
- Mick McGovern	- Oficer Danny
- Michael Stanton Kennedy (wymieniony w czołówce jako Michael Kennedy) - Oficer Pat

## Fabuła
Akcja filmu toczy się w Nowym Jorku pod koniec drugiej wojny światowej. Alan, chłopiec z Brooklynu, zaprzyjaźnia się z młodą Francuzką, która przeszła okropności nazistowskie w Europie. Mimo dobrych chęci Alana, Naomi z trudem przezwycięża strach przed obcym środowiskiem. Kiedy zaczyna wierzyć ludziom, wyłania się nowe niebezpieczeństwo.